# Anomalopus
Genre
Anomalopus est un genre de sauriens de la famille des Scincidae.

## Répartition
Les espèces de ce genre sont endémiques d'Australie.

## Liste des espèces
Selon The Reptile Database (4 juillet 2012) :
- Anomalopus brevicollis Greer & Cogger, 1985
- Anomalopus gowi Greer & Cogger, 1985
- Anomalopus leuckartii (Weinland, 1862)
- Anomalopus mackayi Greer & Cogger, 1985
- Anomalopus pluto Ingram, 1977
- Anomalopus swansoni Greer & Cogger, 1985
- Anomalopus verreauxi Duméril & Duméril, 1851

## Publication originale
- Duméril & Duméril, 1851 : Catalogue méthodique de la collection des reptiles du Muséum d'Histoire Naturelle de Paris. Gide et Baudry/Roret, Paris, p. 1-224 (texte intégral).